# Horizont van Flög
De Horizont van Flög is een dunne laag in de ondergrond van het Nederlandse Zuid-Limburg en het omringende gebied in Duitsland en België. De horizont is onderdeel van de Formatie van Aken en stamt uit het laatste deel van het Krijt (het Santonien).
Normaal gesproken ligt de Horizont van Flög boven op het oudere Zand van Aken en onder het jongere Zand van Hauset (beide ook onderdeel van de Formatie van Aken).
Deze horizont is vernoemd naar Flög.